# John Jairo Alvarado
John Jairo Alvarado Maxwell (ur. 7 listopada 2001 w mieście Panama) – panamski piłkarz występujący na pozycji prawego skrzydłowego, reprezentant Panamy, od 2025 roku zawodnik Alianzy.